# Nyodes jucunda
Nyodes jucunda là một loài bướm đêm trong họ Noctuidae.